# Inlet (Nueva York)
Inlet es un pueblo ubicado en el condado de Hamilton en el estado estadounidense de Nueva York. En el año 2000 tenía una población de 406 habitantes y una densidad poblacional de 2.5 personas por km².

## Geografía
Inlet se encuentra ubicado en las coordenadas 43°45′03″N 74°47′39″O / 43.75083, -74.79417.

## Demografía
Según la Oficina del Censo en 2000 los ingresos medios por hogar en la localidad eran de $32,574, y los ingresos medios por familia eran $37,361. Los hombres tenían unos ingresos medios de $29,063 frente a los $15,625 para las mujeres. La renta per cápita para la localidad era de $21,076. Alrededor del 13.2% de la población estaban por debajo del umbral de pobreza.